# Спящая красавица (мультфильм)
«Спя́щая краса́вица» (англ. Sleeping Beauty) — американский мультипликационный музыкальный фэнтезийный фильм 1959 года производства студии Walt Disney Productions при участии компании Buena Vista Distribution, выступившей дистрибьютором. Он снят по мотивам одноимённой сказки Шарля Перро и повествует о принцессе Авроре, которая была проклята злой феей Малефисентой на смерть от укола о веретено прялки в день своего шестнадцатилетия; принцессу спасают три добрые феи, изменив заклятие так, что Аврора погружается в глубокий сон, от которого её способен разбудить поцелуй любви. Режиссёрами мультфильма выступили Вольфганг Райтерман, Эрик Ларсон и Лес Кларк под руководством Клайда Джероними. Главные роли озвучили Мэри Коста, Билл Ширли, Элинор Одли, Верна Фелтон, Барбара Ладди, Барбара Джо Аллен, Тейлор Холмс и Билл Томпсон.
Разработка «Спящей красавицы» началась в 1950 году. На создание мультфильма ушло почти десять лет и шесть миллионов долларов, и на тот момент он был самым дорогим диснеевским полнометражным анимационным фильмом. Его гобеленовый дизайн был разработан Айвиндом Эрлом, который вдохновлялся европейской живописью эпохи Проторенессанса; музыкальное сопровождение и песни, написанные Джорджем Брансом, были основаны на одноимённом балете Петра Чайковского. «Спящая красавица» стала первым мультипликационным фильмом, для создания которого использовалась широкоэкранная система Super Technirama 70, а также вторым полнометражным мультфильмом, снятым в анаморфном широкоэкранном формате после «Леди и Бродяги» (1955).
«Спящая красавица» была выпущена в кинотеатрах 29 января 1959 года и получила неоднозначные отзывы критиков, которые высоко оценили её визуальное оформление и музыкальное сопровождение, но раскритиковали сюжет и персонажей. Мультфильм стал кассовым провалом в своём первоначальном прокате, собрав 5,3 миллиона долларов и принеся дистрибьютору убытки в 900 000 долларов; многие сотрудники анимационной студии были уволены. Переиздания «Спящей красавицы» оказались более успешными, и она стала одной из самых высоко оценённых с художественной точки зрения диснеевских работ. Мультфильм был номинирован на награду в категории «Лучшая музыка к фильму» на 32-й церемонии вручения премии «Оскар».
В 2014 году была выпущена киноадаптация мультфильма, за которой последовало продолжение в 2019-м. В тот же год «Спящая красавица» была внесена в Национальный реестр фильмов Библиотекой Конгресса США как имеющий «культурное, историческое или эстетическое значение».

## Сюжет
В Европе XIV века у короля Стефана и королевы Лии родилась дочь, которую назвали Авророй. В честь этого в королевстве устраивают праздник и назначают крестины, на которых принцессу обручают с принцем Филлипом, сыном друга Стефана короля Хьюберта, чтобы объединить их королевства, а три добрые феи — Флора, Фауна и Меривеза — наделяют её волшебными дарами. После того, как Флора и Фауна дарят Авроре красоту и пение, появляется злая фея Малефисента, рассерженная тем, что её не пригласили, и накладывает на принцессу проклятие: до захода солнца в день её шестнадцатилетия Аврора уколет палец о веретено прялки и умрёт. Меривеза своим даром смягчает заклятие так, что принцесса вместо этого заснёт глубоким сном, от которого её сможет разбудить только поцелуй настоящей любви. Все ещё опасаясь за жизнь дочери, Стефан приказывает сжечь все прялки в королевстве. Флора, Фауна и Меривеза решают спрятать Аврору в уединенном месте и самим растить принцессу до её шестнадцатого дня рождения, на что Стефан и Лия неохотно соглашаются. Феи уносят принцессу в лесную хижину и живут как обычные крестьяне, воспитывая Аврору как родную и называя её Дикой Розой.
В день её шестнадцатилетия феи отправляют Аврору собирать ягоды, чтобы приготовить для неё праздничный сюрприз. В лесу девушка поёт своим друзьям-животным, чем привлекает внимание Филлипа, выросшего в красивого молодого человека. Они влюбляются друг в друга, не назвав друг другу своих имён, и Аврора просит Филлипа прийти к ней домой в тот же вечер. В это время Флора и Меривеза, споря из-за цвета праздничного платья для Авроры, устраивают дуэль на волшебных палочках, чем привлекают внимание ручного ворона Малефисенты Диабло. По возвращении домой Аврора рассказывает феям о своём возлюбленном, и они раскрывают правду о её происхождении и помолвке с принцем Филлипом, что подслушивает Диабло. Тем временем Филлип рассказывает своему отцу о девушке, которую он встретил в лесу и на которой хочет жениться, не подозревая, что она — обручённая с ним принцесса. Король Хьюберт пытается отговорить его, но безуспешно.
Незадолго до заката феи отводят Аврору во дворец на празднование её дня рождения. Малефисента гипнотизирует принцессу и заманивает её в тайную каморку, где Аврора укалывает палец о веретено наколдованной Малефисентой прялки. Феи относят уснувшую принцессу в самую высокую башню, после чего погружают в сон всё королевство до тех пор, пока Аврора не проснется. В этот момент Флора подслушивает разговор между Хьюбертом и Стефаном и понимает, что Филлип — тот самый юноша, в которого влюбилась Аврора. Феи летят обратно в лесную хижину, где обнаруживают, что Малефисента похитила принца. В своих владениях на Запретной горе Малефисента раскрывает Филлипу истинную личность его возлюбленной и свой план держать принца взаперти, пока он не станет дряхлым стариком, прежде чем отпустить его к Авроре, которая не постареет ни на день. Феи освобождают Филлипа и вооружают его волшебными Мечом Истины и Щитом Добродетели. Малефисента окружает дворец Стефана терновым лесом, но Филлип прорубается через него, и тогда она превращается в огромного огнедышащего дракона, загнав принца на край обрыва. Феи околдовывают меч Филлипа, которым он прознает сердце Малефисенты и убивает её.
Филлип находит Аврору и пробуждает её поцелуем, а вместе с ней просыпается и всё королевство. Они вдвоём спускаются в бальный зал, где Аврора воссоединяется со своими родителями и счастливо танцует с Филлипом, а добрые феи с радостью наблюдают за ними, пока Флора и Меривеза снова не начинают спорить из-за цвета платья принцессы.

## Роли озвучивали
| Актёр             | Роль                           |
| ----------------- | ------------------------------ |
| Мэри Коста        | принцесса Аврора               |
| Билл Ширли        | принц Филлип                   |
| Элинор Одли       | Малефисента                    |
| Верна Фелтон      | Флора                          |
| Барбара Ладди     | Меривеза                       |
| Барбара Джо Аллен | Фауна                          |
| Тейлор Холмс      | король Стефан                  |
| Билл Томпсон      | король Хьюберт                 |
| Кэнди Кандидо     | Диабло, приспешник Малефисенты |
| Пинто Колвиг      | приспешники Малефисенты        |
| Боб Амсбери       | приспешники Малефисенты        |
| Даллас МакКеннон  | филин                          |
| Пёрв Пуллен       | лесные животные                |
| Марвин Миллер     | рассказчик                     |

## История создания

### Разработка сюжета
Уолт Дисней впервые задумался о создании мультипликационной версии сказки Шарля Перро «Спящая красавица» в 1938 году; cценарист Джо Грант создал несколько предварительных набросков, но проект тогда так и не был реализован. После положительного отклика зрителей на предпоказе «Золушки» Дисней зарегистрировал «Спящую красавицу» как планируемый к производству фильм в Американской ассоциации кинокомпаний 19 января 1950 года. К ноябрю того же года газета Los Angeles Times официально подтвердила, что мультфильм находится в разработке. Дисней задумывал «Спящую красавицу» как вершину достижений своей студии в области анимации и был готов задействовать все необходимые для выполнения этой цели ресурсы. Осознавая сложность создания ещё одного мультфильма по мотивам сказки, который не слишком бы напоминал его предыдущие работы, Дисней неоднократно говорил своим сотрудникам во время производства, что «Спящая красавица» должна как можно больше отличаться от «Белоснежки и семи гномов» (1937) и «Золушки» (1950).
Ключевая работа над сюжетом была проделана Тедом Сирсом, Уинстоном Хиблером, Биллом Питом и Ральфом Райтом, к которым по мере продвижения производства присоединились другие сценаристы. Они решили отказаться от второй половины оригинальной сказки Перро, повествующей о жизни спящей красавицы в замужестве за незнакомым принцем, и сосредоточиться на первой, чтобы выстроить более убедительные отношения между персонажами. К апрелю 1951 года был написан самый ранний из известных набросков сюжета, в котором описывались кульминационный момент с пробуждающим поцелуем и знакомство принца и принцессы перед тем, как она поддаётся проклятию. В нём также были указаны имена фей, число которых сократили с восьми до четырёх, и соответствующие им магические способности: Транквилити — фея снов (англ. Tranquility, the Fairy of Dreams); Фернаделл — фея леса (англ. Fernadell, the Fairy of the Forest); Меривеза — фея стихий (англ. Merryweather, the Fairy of the Elements); и Малефисента — фея тьмы (англ. Maleficent, the Fairy of Darkness). Сценаристы расширили их роли, сделав из добрых фей комичных хранительниц принцессы, а из злой — более сильную злодейку. В этой версии сюжета Малефисента должна была создать неразрушимую прялку, от которой король и королева безуспешно пытались бы избавиться, после чего они были бы вынуждены спрятать свою дочь за стенами замка и никогда не выпускать её наружу. Принцесса задумывалась как «бедная богатая девочка», обременённая своей королевской родословной и мечтающая исследовать мир за пределами замка. Незадолго до своего шестнадцатилетия принцесса должна была поменяться одеждой со своей служанкой и тайно сбежать в близлежащий лес (или на сельскую ярмарку), где она бы встретила и влюбилась в принца. Он затем должен был отправиться в дальний поход и вернуться через несколько лет, чтобы с помощью добрых фей сразиться с Малефисентой, найти спящую принцессу и разбудить её поцелуем. Среди сюжетных идей того периода также были попытка добрых фей окружить замок защитным кольцом и комически некомпетентный стервятник-помощник Малефисенты, хотя в самом раннем наброске он изображался как зловещий сокол.
У нас было много проблем. Мы пытались отойти от того, что делали в прошлом. «Спящая красавица» далась нам легко, потому что в ней было много элементов, которые мы уже использовали в «Белоснежке» и «Золушке». Нужно давать создателям новые материалы для работы, чтобы они не теряли энтузиазма. Если они начнут говорить: «Разве мы не делали этого раньше?», у вас будут проблемы. Нам нужно было понять, что у нас есть и понравится ли это зрителям. Я и сам никогда не знаю, что их привлечёт.
К июню 1952 года была готова полная раскадровка «Спящей красавицы», но Дисней отклонил её, заявив, что данный вариант сюжета слишком похож на предыдущие фильмы его студии. Сценаристы отказались от первоначальной версии и начали с нуля, но решили сохранить несколько идей из предыдущих предложений, такие как знакомство принца с принцессой до момента свершения проклятия и более короткий срок её сна. Изначально был разработан эпизод, в котором герои знакомятся во время поисков сокровищ, но позже сценаристы отказались от этой идеи, посчитав, что она слишком расходится с основной сюжетной линией. Вместо этого было решено, что принц и принцесса случайно встретятся в лесу, как и было задумано в наброске 1951 года. Стремясь к более серьёзному повествованию, Дисней решил вырезать несколько шуток с участием трёх добрых фей, которые, по его мнению, больше подходили для короткометражных мультфильмов про Дональда Дака. В одной их них феи, переименованные во Флору (англ. Flora), Фауну (англ. Fauna) и Меривезу (англ. Merryweather), пытаются испечь праздничный торт для принцессы и случайно взрывают печь. Изначально предполагалось, что добрые феи будут заведовать областями, соответствующими их именам: Флора должна была отвечать за цветы и растения, Фауна — за животных и птиц, а Меривеза — за климат. Дисней отказался и от этой идеи, посчитав, что она не способствует развитию основной сюжетной линии.
Отчасти сложность производства заключалась в том, чтобы отличить третью принцессу студии, названную Авророй (англ. Aurora), от Белоснежки и Золушки. Сценаристы разработали идею, согласно которой феи растят её в лесной хижине, а Аврора не знает ни о своём происхождении, ни о грозящей ей опасности. Они также придали героине новый, более современный характер, чтобы сделать её более привлекательной для зрителей. В более ранних версиях сюжета Аврора должна была напрямую встретиться с Малефисентой, которая обманом заставила бы её уколоть палец о веретено, но Дисней попросил переписать сцену так, чтобы Малефисента заманила Аврору с помощью гипноза, заявив, что «жуткая, пугающая картина беспомощной жертвы в руках зла» будет более убедительной. Совершенствование навыков аниматоров в рисовании реалистичной мужской фигуры побудило Диснея расширить роль принца, получившего имя Филлип (англ. Phillip). Чтобы утвердить его в качестве «настоящей любви» Авроры, сценаристы придумали сюжетную линию, по которой Малефисента похищает Филлипа и планирует держать его в заточении в своём замке сто лет (что также являлось отсылкой к столетнему сну в сказке Перро). Некоторые сюжетные элементы были заимствованы из отвергнутых идей для «Белоснежки и семи гномов» (1937) и «Золушки» (1950), в том числе танец принца и принцессы в облаках (любимая концепция Диснея) и побег Филлипа из владений Малефисенты.

### Кастинг

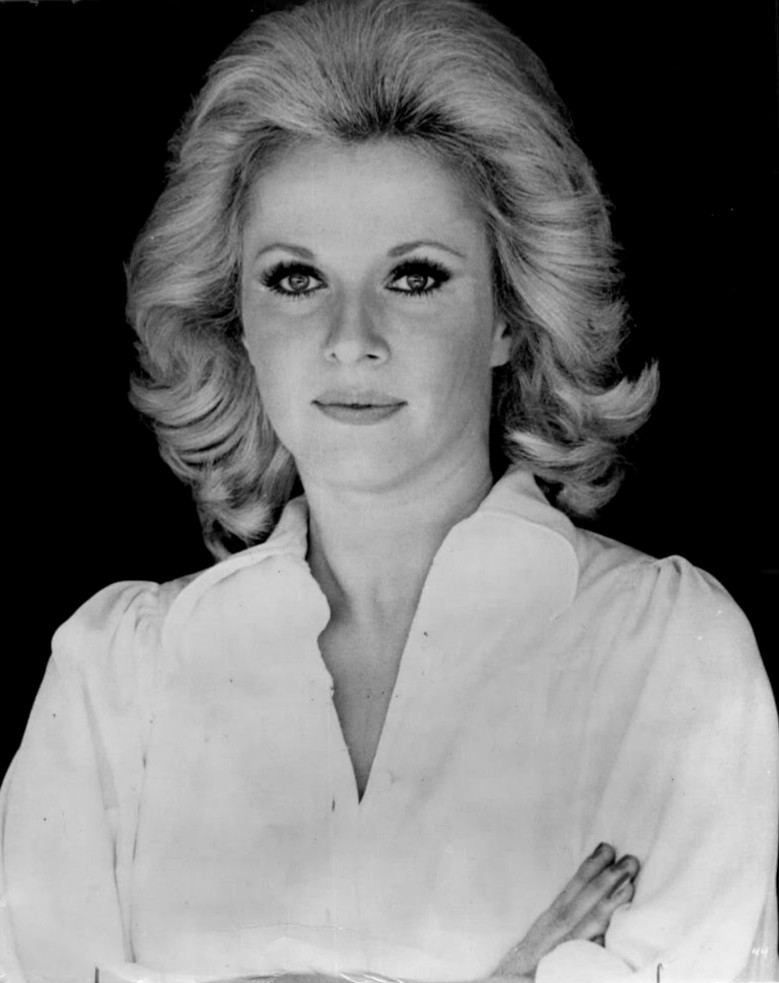
Мэри Коста, голос принцессы Авроры

Уолт Дисней три года искал голос для принцессы Авроры и уже был готов полностью отказаться от проекта, когда в июне 1952 года на роль была утверждена певица Мэри Коста. Её пригласил на прослушивание композитор Уолтер Шуманн, услышав её пение на званом ужине для представителей индустрии развлечений. Коста родилась в Ноксвилле, штате Теннесси, и у неё был сильный южный акцент, который почти помешал ей пройти кастинг, пока она не доказала, что может говорить с британским акцентом. Дисней лично связался с Костой через несколько часов после прослушивания, чтобы подтвердить, что она получила роль. До того, как Коста была утверждена, сценаристы прослушали записи голосов примерно сорока певиц и пригласили на кастинг пятнадцать из них. Коста записывала свои реплики в течение трёх лет — с 1952 по 1955 год. На роль принца Филлипа пробовалось двадцать певцов, и в итоге выбор пал на Билла Ширли, у которого был высокий баритон и опыт работы в оперетте. Прежде чем Ширли и Коста были утверждены, они вместе сделали пробные записи, чтобы определить, сочетаются ли их голоса друг с другом; Дисней был уверен, что сочетаются, и утвердил их кандидатуры.
Дисней лично предложил кандидатуру актрисы Элинор Одли на роль Малефисенты. Первоначально она отказалась, поскольку в то время болела туберкулёзом и сомневалась, что сможет продержаться на сессиях звукозаписи, но передумала, когда ей стало лучше. Рассказывая об озвучке персонажа, Одли говорила, что «пыталась показать противоположные стороны её натуры, быть одновременно милой и злой». Дисней выбрал Барбару Джо Аллен на роль Фауны, которую сценаристы часто сравнивали с Верой Вейг (персонажем Джо Аллен в радиошоу Боба Хоупа), а Барбару Ладди — на роль Меривезы. На роль короля Стефана пробовались многие актёры, в том числе Ханс Конрид, но в итоге был выбран Тейлор Холмс; это была последняя роль актёра в кино перед его смертью в сентябре 1959 года, спустя восемь месяцев после выхода мультфильма. В озвучке «Спящей красавицы» приняли участие несколько постоянных актёров студии, в том числе Верна Фелтон в роли Флоры и Билл Томпсон в роли короля Хьюберта. Также считается, что Фелтон была голосом королевы Лии, но у студии не осталось сохранённых записей с указанием того, кто озвучил персонажа.

### Производственные задержки
Ему было очень трудно сосредоточиться на этой картине. Думаю, в основном потому, что Уолт работал над Диснейлендом, он был им занят… У него просто не было ни времени, ни сил приходить так часто, как нам бы хотелось. Он приходил, если мы его просили, но в остальном он просто говорил: «Ну, я думаю, у вас всё получается. Почему бы вам не продолжать, а я приду позже»… Просто при создании этой картины у него не было того творческого запала, какой был у него в случае с большинством других.
В 1952 году Уолт Дисней планировал выпустить «Спящую красавицу» в 1955 году, но производство сильно затянулось. К апрелю 1954 года выход мультфильма был запланирован на февраль 1957 года, но вскоре его перенесли на Рождество 1957 года. Позже релиз был перенесён на Рождество 1958 года, но в итоге премьера «Спящей красавицы» состоялась в январе 1959 года.
Производство стартовало в июле 1953 года, когда руководящий режиссёр Уилфред Джексон начал работать над созданием пилотной сцены, в которой Аврора и Филлип встречаются в лесу. Джексон записал диалоги, смонтировал сюжетную катушку и собирался приступить к предварительной анимации, но Дисней остался недоволен первоначальной версией сцены, и режиссёру (вместе с Тедом Сирсом и двумя другими сценаристами) пришлось основательно переписать её в течение следующих нескольких месяцев, прежде чем исправленный вариант был одобрен. В декабре 1953 года у Джексона случился сердечный приступ, и его заменил Эрик Ларсон, чьё подразделение занималось анимацией сцены. К июлю 1954 года Дисней начал строительство собственного тематического парка и разработку ряда телевизионных сериалов (таких как «Клуб Микки Мауса»), и большая часть сотрудников студии, работавших над «Спящей красавицей», оказалась задействована в этих проектах. Производство мультфильма было приостановлено, хотя для его рекламы замок в Диснейленде был назван «Замком Спящей красавицы».
Во время перерыва в работе над «Спящей красавицей» проект был передан сценаристам Эрдману Пеннеру и Джо Ринальди для дальнейшей разработки, и к началу 1955 года была готова полная раскадровка, которую предстояло обсудить с Уолтом Диснеем. Производство возобновилось в декабре 1956 года, но, хотя Дисней настаивал на том, чтобы контролировать каждый аспект мультфильма, он по-прежнему был сосредоточен на Диснейленде, и аниматоры (в частности, Милт Каль) обвиняли его в задержках. К январю 1957 года было готово 2 500 футов анимации, а оставалось сделать ещё 3 775. По словам исполнительного директора студии Гарри Тайтла, после просмотра готового материала 22 августа того же года Дисней не проявил интереса к «Спящей красавице» и «не уделил ей столько внимания, сколько бы уделил в прошлые годы, когда он мог потратить пару дней на то, чтобы тщательно проработать всю картину». Задержки в производстве привели к увеличению затрат на него: на создание сцены знакомства Авроры и Филлипа в лесу ушло несколько лет и 10 000 долларов, что превысило бюджет и вызвало недовольство Диснея. Ближе к концу работы над «Спящей красавицей» он заменил Эрика Ларсона на Клайда Джероними в должности руководящего режиссёра. Чтобы сократить расходы, была введена система квот, согласно которой аниматоры должны были создавать определённое количество рисунков в день.

### Анимация

#### Визуальное оформление

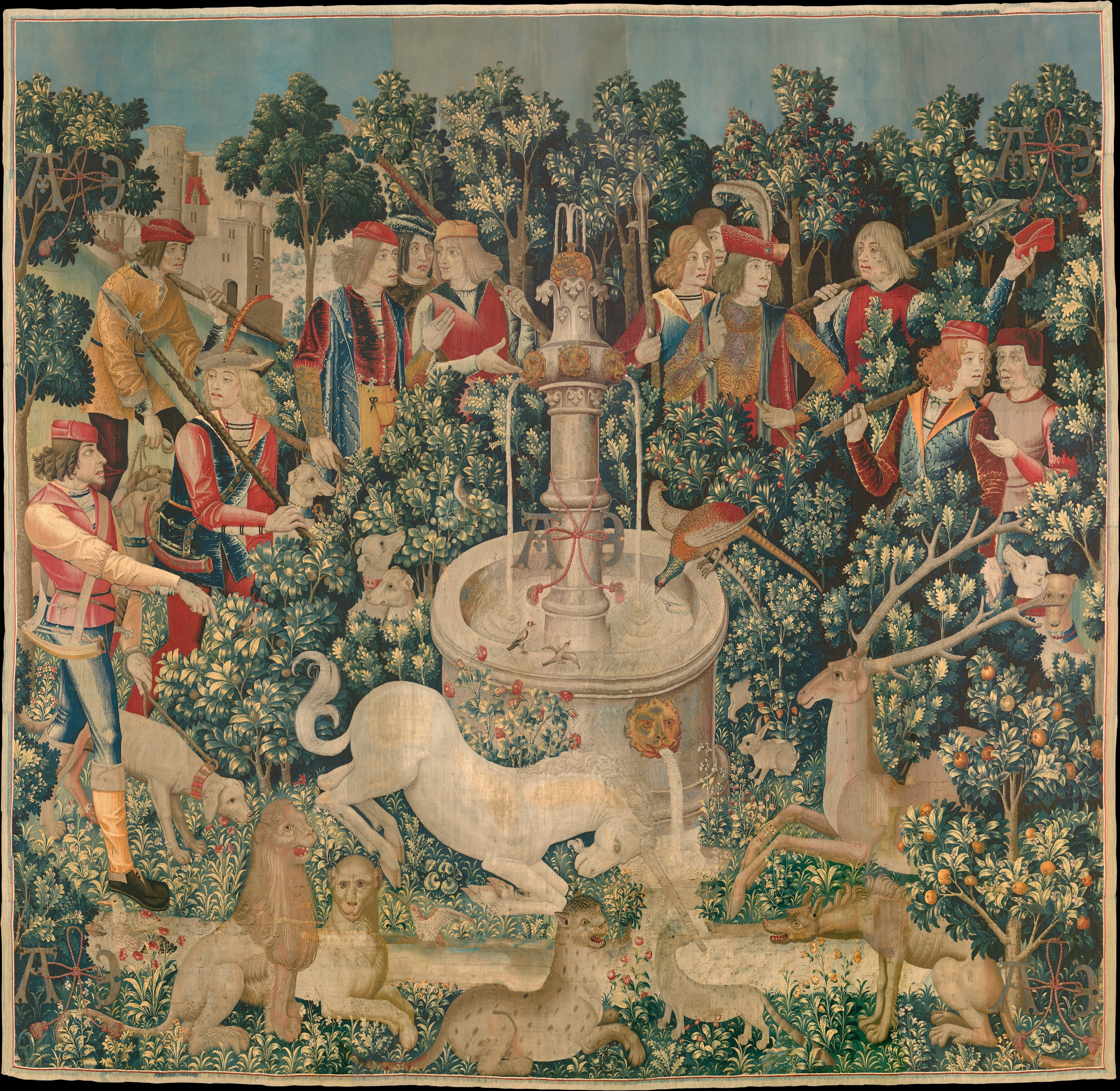
Гобелены «Охота на единорога» послужили отправной точкой для художественного оформления мультфильма.

Чтобы «Спящая красавица» отличалась от его предыдущих работ, Уолт Дисней решил по-другому подойти к визуальному оформлению мультфильма. После одной из встреч по поводу сюжета он сказал Эрику Ларсону, что ему нужна «движущаяся иллюстрация» и что ему всё равно, сколько времени это займёт. К декабрю 1952 года художник Кай Нильсен первым создал стилистические эскизы для картины, которые предполагали неземной дизайн с мягкими цветами. Художник-постановщик мультфильма Кен Андерсон был впечатлён работами Нильсена, но считал, что его пастельные картины будет сложно воплотить в анимации. Дисней поручил лейаутисту Джону Хенчу помочь переработать эскизы Нильсена с использованием матовых красок, но к апрелю 1953 года последний покинул студию. Гобеленовый стиль «Спящей красавицы» сформировался после того, как Хенч посетил филиал Метрополитен-музея Клойстерс, где увидел серию гобеленов «Охота на единорога». Он привёз в студию их репродукции и сделал наброски, вдохновлённые посещением музея, предложив их в качестве визуального шаблона для дизайна мультфильма. Дисней одобрил эту идею, и художник по фону Айвинд Эрл сделал пробные наброски на основе эскизов Хенча. Желая, чтобы «Спящая красавица» выглядела единообразно от начала и до конца, Дисней назначил Эрла одновременно колористом и художественным руководителем, предоставив ему беспрецедентный контроль над визуальным оформлением мультфильма. «Спящая красавица» стала первым фильмом студии, художественное оформление которого определялось фоновыми картинами.
Я хотел создать стилизованную, упрощённую готику. Прямые, высокие, перпендикулярные линии, как в готических соборах… Я использовал одноточечную перспективу. Я изображал кусты и деревья в виде геометрических фигур. Везде, где это было возможно, я превращал поверхность в средневековый гобелен. Все мои работы на переднем плане представляли собой гобелены из декоративных сорняков, цветов и трав. Поскольку очевидно, что готический стиль и детализация развились под влиянием арабской культуры, приобретённого во время Крестовых походов, я счёл вполне допустимым использовать все эти прекрасные узоры и детали, встречающиеся в персидских миниатюрах. А поскольку персидские миниатюры имеют много общего с китайским и японским искусством, я решил, что могу добавить немного японских мотивов, особенно в изображении листьев и нависающих ветвей крупным планом.
Главным источником вдохновения для Эрла при создании дизайна «Спящей красавицы» стала иллюминированная рукопись Германа и Жана Лимбург «Великолепный часослов герцога Беррийского», из которой он позаимствовал ключевые цвета, такие как жёлто-зелёный для пламени Малефисенты и розовый и голубой для королевского платья Авроры. На него также оказали влияние работы североевропейских художников эпохи Проторенессанса (в том числе Питера Брейгеля, Альбрехта Дюрера, Хуберта ван Эйка, Джотто ди Бондоне и Сандро Боттичелли), готическое и персидское искусство, средневековые гобелены и японские гравюры. За пять лет работы над мультфильмом Эрл создал около трёхсот эскизов для визуальной разработки, сотни миниатюрных набросков сцен и десятки ключевых фоновых картин, некоторые из которых были длиной в пятнадцать футов. Более восьмисот других задних планов для «Спящей красавицы» были созданы художниками по фону Фрэнком Армитиджем, Тельмой Уитмер, Элом Демпстером, Уолтом Перегоем, Биллом Лейном, Ральфом Хьюлеттом, Диком Энтони, Филом Моттолой, Ричардом Х. Томасом и Энтони Риццо, которые работали под руководством Эрла и следовали его стилю, чтобы сохранить целостность дизайна мультфильма.
Хотя лейаутисты и аниматоры были впечатлены картинами Эрла, работа в незнакомом стиле их обескуражила: они беспокоились, что модернистская эстетика не подходила для мультфильма по мотивам сказки. Аниматорам было трудно сделать так, чтобы персонажи (которых требовалось стилизовать в соответствии с дизайном Эрла) выделялись на фоне его детально проработанных задних планов; они также жаловались, что дизайн и цветовая гамма Эрла затрудняли анимацию персонажей. В какой-то момент Фрэнк Томас и Милт Каль взбунтовались и пошли жаловаться в офис Диснея, но он сказал, что аниматоры всегда преуменьшали стиль вдохновляющих эскизов (например, работ Мэри Блэр) и настоял на том, чтобы они придерживались визуального оформления. Дизайн Эрла вдохновил Уолта Диснея снять «Спящую красавицу» с использованием широкоэкранной системы Super Technirama 70 в качестве первого мультипликационного фильма в подобном формате. Это решение создало дополнительные трудности для аниматоров и лейаутистов, которым пришлось работать с очень большими листами бумаги и создавать в два раза больше рисунков, чтобы заполнить кадр. «Спящая красавица» стала последним диснеевским полнометражным мультфильмом, нарисованным вручную, перед тем как студия перешла на технологию Xerox, начиная со «Ста одного далматинца» (1961). Она частично использовалась в «Спящей красавице» для анимации тернового леса в сцене финальной битвы.
Когда Клайд Джероними стал руководящим режиссёром, у него возникли творческие разногласия с Эрлом; Джероними считал, что картинам Эрла «не хватало атмосферности. Например, сцена в темнице: всё было слишком ярким и детализированным. Мне хотелось больше атмосферности, эффекта мрачного подземелья… Все эти красивые детали на деревьях, кора и всё такое — это, конечно, хорошо, но кому, чёрт возьми, это интересно? Фоны стали важнее анимации. Он сделал их похожими на рождественские открытки». К тому времени Дисней также стал считать, что слишком много внимания было уделено дизайну мультфильма в ущерб его сюжету. В марте 1958 года, ещё до завершения производства «Спящей красавицы», Эрл ушёл из диснеевской студии в компанию John Sutherland Productions, после чего Джероними смягчил задние планы с помощью аэрографа, чтобы анимация лучше выделялась на их фоне.

#### Натурные съёмки
Прежде чем приступить к анимации, для изучения аниматорами была снята натурная версия «Спящей красавицы» с актёрами в костюмах. Уолт Дисней настоял на этом, поскольку хотел, чтобы персонажи получились «настолько живыми, насколько это возможно, почти из плоти и крови». Некоторые аниматоры возражали против этого метода, считая его некреативным; в их числе был Милт Каль, который заявлял, что «каждый, кто чего-то стоит в этом деле, должен знать, как двигаются люди». К марту 1954 года Хелен Стэнли была нанята для съёмок в роли принцессы Авроры и в нескольких сценах с тремя добрыми феями. Её выбрали из более чем трёхсот кандидаток, прошедших собеседование. Платье Стэнли для образа Дикой Розы (лесной маскировки Авроры) был создан художницей по костюмам Элис Эстес по просьбе аниматора Марка Дэвиса в качестве её первого рабочего задания для студии Disney.
Принца Филлипа изображал актёр Эд Кеммер. В нескольких сценах финальной битвы ему пришлось ездить на имитирующей коня деревянной повозке, которой управляли аниматоры. Актёр Кабби О'Брайен был моделью для маленького Филлипа. Натуру для Малефисенты предоставили её актриса озвучивания Элинор Одли и танцовщица Джейн Фаулер. Трёх добрых фей сыграли актрисы Спринг Байинтон, Мэдж Блейк и Фрэнсис Бавье. Актёры Ханс Конрид и Дон Барклей послужили моделями для короля Стефана и короля Хьюберта. Лакея, который подаёт вино королям в сцене песни «Skumps», сыграл комик Франклин Пэнгборн.

### Музыка
Уолт Дисней не имел никакого музыкального образования, но профессиональные музыканты всегда восхищались его способностью работать с певцами, композиторами и поэтами. Данное примечание было сделано на одной из встреч при создании мультфильма. Обсуждение началось с музыкальной темы для Малефисенты и трёх добрых фей. Вальтер Шуман, композитор для фильма, предлагал, чтобы у каждой из трёх фей была своя собственная музыкальная тема. Уолт категорически отказался, заявив, что не стоит разбивать целое на составные части, потому что это будет слишком запутанно и непонятно для зрителя.
Тогда аниматор Уорд Кимбалл посоветовал поменять Шумана на Джорджа Брунса, и в конечном итоге картина получила достойное музыкальное сопровождение, основанное на музыке Петра Чайковского к балету «Спящая красавица». В частности, 2 песни — «Однажды во сне» и «Как странно» — основаны на вальсе-аллегро. Именно музыка, органично вплетающаяся в ход повествования, и создаёт аллюзию на средневековую жизнь XIV века.
- «Однажды во сне» (англ. Once Upon a Dream) — начальная и завершающая тема мультфильма. Это песня, которая отражает характер главной героини. Она любит мечтать, и ей снятся прекрасные сны, в одном из которых она и встречает своего прекрасного принца.
- «Славься, принцесса Аврора!» (англ. Hail to the Princess Aurora) — в этой песне жители королевства отмечают день рождения принцессы Авроры и прославляют её.
- «Как странно» (англ. I Wonder) — в этой песне Аврора поёт о том, что каждое живое существо имеет свою половинку. Сравнивая мир природы и своей, она мечтает о том, что обязательно появится человек, который полюбит её.
- «Однажды во сне (реприза)» (англ. Once Upon a Dream (Reprise)) — принц Филлип и Аврора поют эту песню вместе, понимая, что влюбились друг в друга.
- «Спящая красавица» (англ. Sleeping Beauty) — три добрые феи погружают обитателей замка в сон до того момента, когда проснётся Аврора.

#### Список композиций
Слова и музыка всех песен — Джордж Брунс и Том Эдер, по мотивам одноимённого балета П. И. Чайковского.
| №   | Название                                                                 | Длительность |
| --- | ------------------------------------------------------------------------ | ------------ |
| 1.  | «Main Title/Once Upon a Dream/Prologue»                                  | 2:57         |
| 2.  | «The Gifts Of Beauty And Song/Maleficent Appears/True Love Conquers All» | 5:38         |
| 3.  | «Hail To The Princess Aurora»                                            | 1:57         |
| 4.  | «The Burning of the Spinning Wheels/The Fairies' Plan»                   | 2:17         |
| 5.  | «Maleficent's Frustration»                                               | 2:08         |
| 6.  | «A Cottage In The Woods»                                                 | 3:27         |
| 7.  | «Do You Hear That?/I Wonder»                                             | 3:57         |
| 8.  | «An Unusual Prince/Once Upon A Dream»                                    | 3:29         |
| 9.  | «Magical House Cleaning/Blue or Pink»                                    | 2:47         |
| 10. | «A Secret Revealed»                                                      | 1:57         |
| 11. | «Skumps (Drinking Song)/The Royal Argument»                              | 4:09         |
| 12. | «Prince Phillip Arrives/How to Tell Stefan»                              | 2:26         |
| 13. | «Aurora's Return/Maleficent's Evil Spell»                                | 5:06         |
| 14. | «Poor Aurora/Sleeping Beauty»                                            | 2:57         |
| 15. | «Forbidden Mountain»                                                     | 2:51         |
| 16. | «A Fairy Tale Come True»                                                 | 2:48         |
| 17. | «Battle with the Forces of Evil»                                         | 5:11         |
| 18. | «Awakening»                                                              | 2:44         |
| 19. | «Finale (Sleeping Beauty)»                                               | 1:43         |

## Выход

### Оригинальный прокат
Премьера «Спящей красавицы» состоялась в театре Fox Wilshire в Лос-Анджелесе 29 января 1959 года, и в тот же день мультфильм был выпущен в прокат в сопровождении короткометражного документального фильма «Большой каньон» (1958).

## Приём

### Отзывы критиков
«Спящая красавица» изначально получил смешанные отзывы кинокритиков: многие хвалили художественное оформление, озвучку и музыкальное сопровождение, но критиковали сюжет и персонажей.
Еженедельник «Variety» очень хорошо оценил вокальное исполнение Мэри Косты и Билла Ширли, персонажей трёх добрых фей и использование в мультфильме музыки Петра Ильича Чайковского.

### Награды и номинации
Номинация на Оскар
- Премия «Оскар» за лучшую музыку к фильму (Джордж Брунс)

Грэмми
- Лучший саундтрек к фильму.

## Наследие

Замок Спящей красавицы в Диснейленде.

### Комментарии
1. ↑  Имя королевы в мультфильме не упоминается, вероятно, из-за её небольшой роли[4][5]. Она названа Лией в книжной адаптации, написанной А. Л. Зингером в 1993 году[6].
2. ↑  Имя ворона в мультфильме не упоминается. Аниматоры называли его Диабло во время производства[7].